# 許曰可
許曰可（1602年—？），號霍東，山西平陽府曲沃縣人，明朝政治人物。

## 生平
萬曆四十三年（1615年）乙卯科山西鄉試第三名舉人，崇禎十三年（1640年）中式庚辰科會試第二百八十七名，三甲第一百四十七名進士。吏部觀政，授寶坻縣知縣，十五年（1642年）升保定府推官，十七年（1644年）李自成攻陷保定府，保定府知府何復、保定府同知攝府事邵宗元、前光祿寺少卿張羅彥、前工科都給事中尹洗等被殺，許曰可隨東閣大學士李建泰出降。

## 家族
曾祖許逵；祖父許公濟，監生，衛輝府照磨；父許拱極，庠生。兄許曰強，天啟元年舉人，兗州府通判。